# ポール・スミス
サー・ポール・スミス（Sir Paul Smith CH CBE RDI、1946年7月5日 - ）は、イギリス・ノッティンガム出身のファッションデザイナー、また彼の持つファッションブランドである。

## 来歴
少年時代は自転車競技のレーサーを目指していたが、不慮の事故により挫折した。17歳の時にアートスクールの学生と親しくなり、芸術の世界に魅せられたことが現在の仕事のきっかけとなる。1966年後の夫人で公私共に大切なパートナーとなるロイヤルカレッジオブアートのテキスタイル教師で芸術家のポーリーンと出会う。
1970年ノッティンガムに最初の店を開く。当初はマーガレット・ハウエル、ケンゾーなどの商品を取り扱っていたが、徐々に自らの名を冠した商品も取り扱い始める（この店はロンドンのジョゼフ、ロサンゼルスのマックスフィールドと共に最も早くマーガレット・ハウエルを取り扱った店の一つで、デザイナーのマーガレット・ハウエルとは旧友である）。
1976年初めてのショーをパリで開催。以降、毎シーズンパリでメンズウェアの新作コレクションを発表している。1980年ニューヨークデザイナーズコレクティブにパリのマルセル・ラサンスなどと共に招聘される。
1984年日本に進出。南青山の骨董通りに路面店を構える。それ以前にも日本では大阪のナカガワクロージング、東京のインターナショナルギャラリービームスなどの専門店で取り扱われていたが、伊藤忠商事との契約に基づき正式に進出したのはこの年からである（同時期に骨董通りにメンズウェアの店を構えたコム・デ・ギャルソンの川久保玲とは親しく、来日の際などにたびたび川久保や青山の店を訪ねるという。日本進出の際には、ラルフ・ローレンなどがあるフロアとコム・デ・ギャルソンなどがあるフロアのどちらに自社の服を置くかで悩んだそうである）。
1987年ニューヨーク5番街に路面店を構え、ヤッピーと呼ばれた若いエリート層の間で一種のステイタスシンボルとなる。この店の成功は、後に付近のエリアに進出したアルマーニの出店にも影響を与えた。
1991年英国産業デザイナー賞を受賞。1994年エリザベス2世女王より大英帝国勲章（CBE）に叙勲される。
1997年トニー・ブレア首相就任の際に親任式のスーツを担当する（以後、ブレア首相退任までの10年間の長きに渡り公務のスーツを担当した）。同年、友人でもあるヴァージングループ会長リチャード・ブランソンらと共にブレア政権下の「クリエイティブ産業タスクフォース」のメンバーに選ばれ、クール・ブリタニアムーブメントの一翼を担う。
1998年ロンドンの高級住宅街ノッティングヒルに、念願であった邸宅を改装しビスポーク（注文服）のアトリエを併設した旗艦店「ウエストボーンハウス」を開店。2000年ファッションデザイナーとしてはハーディ・エイミスに続き2人目となるエリザベス女王からサーの敬称で呼ばれるナイトに叙勲される。
“ひねりのあるクラシック”をスローガンとする彼の服飾は伝統的な技術、仕立てと遊び心が共存する個性的なもので、ブランドのシンボルともなっている色鮮やかなストライプ柄や花柄、写真などのプリント技術を応用してメンズウェアに逸早く取り入れるなど、軽やかで色鮮やかな素材や仕立てを伝統的なものに取り入れ、融合させることにより、ジーンズとTシャツに代表されるカジュアルファッションの勢いに押されて低迷しつつあった、ともすれば古色蒼然とした堅苦しい印象を与えがちであった英国の伝統的なメンズウェアに、モダンなファッションアイテムとしての新たな価値を見出すと同時にスーツをはじめとする英国の伝統的なメンズウェアの良さを世界に再認識させた。
彼の感性は服飾の分野にとどまらず、早くから異業種のトム・ディクソンやダイソンなどを取り扱ったり、1995年にファッション・ブランドとして逸早くウェブサイトを開設したり、1998年にはFIFAワールドカップフランス大会イングランド代表チームの公式スーツやローバーの小型車「ミニ」の内外装を手がけるなどして話題となった。2008年からはマンチェスター・ユナイテッドFCの公式スーツを担当している。2011年には映画「裏切りのサーカス」にクリエイティブコンサルタントとして参加。古くから映画やテレビドラマとは衣裳などを通して関わりがあり、メジャーなハリウッド作品からデレク・ジャーマンのエドワードIIのようなカルト作品まで幅広い。2012年にはジョン・ロブやライカとの協業が行われた。
後のイエーガー会長で英国ファッション協会会長のハロルド・ティルマンに見出され、ノッティンガムで自身の店を経営するかたわら、ロンドンの高級専門店ブラウンズのコーディネーター兼デザイナーに就任して3年間同社の買い付けとデザインを担当することから本格的なファッション業界でのキャリアをスタートさせ、膨大なアイデアを書き留めたメモを元に言葉でデザインを伝えて服の製作を行うなど、いわゆる一般的なファッションデザイナーとは異なったタイプの非常に社交的でユーモアセンスにあふれ、かつ、謹厳実直さや礼儀正しさも併せ持つ優れたビジネスマンであり、独創的な店舗の建築デザインへの功績から2007年に英国王立建築家協会（RIBA）の名誉会員に選出されるなど、多才なアイデアマンである。2011年に長年の英国ファッション業界への商業・クリエイティブ両面での貢献から英国ファッション大賞アウトスタンディング・アチーブメント賞を受賞。2012年に長年のパリ・コレクション参加などパリ市への貢献からパリ市ヴェルメイユメダルを受章。
また、ドリス・ヴァン・ノッテン、アレキサンダー・マックイーンなどをデビューからバックアップするなど、後進の育成にも熱心で、彼らやキーン・エトロなどのよき理解者であり、その人柄から「ダディオブファッション」と呼ばれたりもしていた。2007年から2008年にかけてウールマークの新人デザイナー育成プロジェクトをカール・ラガーフェルドやドナテラ・ヴェルサーチらと共に担当したり、ロイヤルカレッジオブアートでファインアートを専攻する学生とノッティンガム・トレント大学で服飾とグラフィックデザインを専攻する学生とを対象にしたポール・スミス奨学金を設けたりしている。
彼の服はデヴィッド・ボウイ、ポール・ウェラーなどのミュージシャン、オスカー授賞式でビスポークスーツを着用したダニエル・デイ＝ルイスやゲイリー・オールドマンなどの俳優、画家のデビッド・ホックニーや写真家のマリオ・テスティーノなどの芸術家、デービッド・キャメロン首相やイングランド銀行総裁のマーヴィン・キングなどの政財界人、ダイアナ妃などの王侯貴族、デビッド・ベッカムなどのスポーツ選手、日本では角川春樹や松田翔太など、数多くの著名人に愛用されている。

## レーベル
- Paul Smith（メンズ、レディス）

メインライン（Main line）と呼ばれるファーストライン。メンズはパリ・コレクション、レディスはロンドン・コレクションで発表されるプレタポルテ。メンズ、レディス共に海外ではイタリア製が中心だが、メンズにおいてランウェイで披露される服に代表されるデザイン性の高い、精緻な縫製技術が必要とされるものの中には日本で縫製された製品が広く導入されている。
- Bespoke Service（メンズ、レディス）

ポール・スミスの旗艦店であるウエストボーンハウス店に併設されているテーラーなどの技術者が常駐するテーラリングルームと呼ばれるアトリエにて製作されるビスポーク（注文服）のライン。ロンドンの金融街シティにあるロイヤルエクスチェンジ店でもこのサービスの予約をすることができる。2008年にはニューヨークの旗艦店に技術者が渡航して注文会が行われた。ポール・スミスの故郷ノッティンガムの旗艦店でも主に地元の顧客を対象に同種の試みが行われている。
- Paul Smith COLLECTION

日本限定のプレステージライン。ハイクオリティ、ハンドメイドフィーリング、アーティスティックフィーリングの3つのコンセプトを体現するラグジュアリーなメンズウェア。発足当初は海外のイギリス製のメインラインより更に上質な服を提供するイタリア製中心のラインとしてハロッズなどの限られた店舗で展開されていた。日本においても当初はイタリア製中心であったが、現在は日本製中心で日本限定での展開となっている。海外ではメインライン自体がイタリア製中心になっていったことや、ビスポークのラインが更に上質な服を求める顧客のニーズに対応していることもあり、現在は展開されていない。
- Individual Order

Paul Smith COLLECTIONに併設されている注文服（パターンオーダー）のライン。
- Paul Smith LONDON

ロンドンライン(London line)と呼ばれるビジネスシーンでの着用を想定したスーツを中心としたメンズウェアのライン。世界都市における主要なデザイナーズブランドのビジネススーツのレーベルの一つとして広く知られている。
- The British Collection Paul Smith

Paul Smith LONDONの中でも特に英国的な素材や仕立てに拘ったライン。2013年からロンドン・コレクション：メンに参加し、新作が展示会形式で発表されるようになった。ヨークシャーの生地工場クリソルド社との協業を開始。
- Paul Smith Exclusive

ニューヨークのバーニーズ・ニューヨーク限定のメンズウェアのライン。アメリカ市場においてメインラインとロンドンラインの中間に位置する。ビジネススーツのレーベルというよりは、メインラインをバーニーズ・ニューヨーク向けにリファインしたようなテイストのデザインが特徴。
- Paul Smith BLACK

ビジネスシーンでの着用を想定したレディスウェアのライン。
- PS Paul Smith

カジュアルウェアを中心としたメンズウェアのライン。
- Paul by Paul Smith

カジュアルウェアを中心としたレディスウェアのライン。
- Paul Smith JEANS

ジーンズを中心としたメンズのカジュアルウェア。
- RED EAR

Paul Smith JEANSの中でも特に日本製の高品質なジーンズに拘ったライン。
- Paul Smith 531

サイクルウェアを中心としたスポーツウェアのレーベル。ポール・スミス本人が自転車大好きで始まったレーベルです。 531の名前の由来は、ツール・ド・フランスの勝者に貢献したレイノルズ・テクノロジーの鋼管のレイノルズ531 (Reynolds 531)からです。Rapha（ラファ）と並ぶ有名なイギリスのスポーツウェアブランドの一つ。
- Rapha + Paul Smith

イギリスのスポーツウェアブランドのラファとのコラボレーションレーベル。
- Paul Smith JUNIOR（ボーイズ、ガールズ）

子供服のライン
- R.NEWBOLD

ポール・スミスの服の一部を製作していた100年以上の歴史を誇るR.NEWBOLDというファクトリーが廃業するのを惜しんだポール・スミスが、そのファクトリーを買い取ったことに端を発するカジュアルウェアのブランド。

## ブランドの沿革
- 1970年 - 初の店をノッティンガムにオープン
- 1974年 - バーニーズ・ニューヨークに初めてシャツを販売
- 1976年 - パリで初めて「ポール・スミス」を発表
- 1979年 - コベントガーデンにロンドン一号店オープン
- 1984年 - 青山店オープン
- 1987年 - ニューヨーク店オープン
- 1989年 - ハロッズ史上初のコーナー展開による単独店をオープン
- 1991年 - 渋谷に旗艦店オープン
- 1993年 - レディスライン「ポール・スミス ウィメン」を発表
- 1993年 - パリ店オープン
- 1998年 - ノッティングヒルに旗艦店「ウエストボーンハウス」オープン
- 1998年 - 「ウエストボーンハウス」にてビスポークサービス開始
- 2000年 - 香水ブランド「ポール・スミス パルファム」を発表
- 2001年 - ミラノ店オープン
- 2005年 - 故郷ノッティンガムに旗艦店オープン
- 2005年 - ロサンゼルス店オープン
- 2006年 - 青山に旗艦店「ポール・スミス スペース」オープン
- 2006年 - ニューヨークのグリーン・ストリートに旗艦店オープン
- 2006年 - モスクワ店オープン
- 2006年 - パリの最高級ショッピングエリアであるサントノーレ通りに旗艦店オープン
- 2007年 - イスタンブール店オープン
- 2007年 - ヨハネスブルグ店オープン
- 2007年 - サンクト・ペテルブルク店オープン
- 2008年 - ニューデリー店オープン
- 2008年 - アントワープ店オープン
- 2009年 - バーニーズ・ニューヨーク限定のPaul Smith Exclusive発表
- 2009年 - サンフランシスコ店オープン
- 2009年 - ラスベガスの最高級ショッピングモールであるクリスタルズにラスベガス店オープン
- 2010年 - 丸の内にメンズの旗艦店オープン
- 2010年 - 子供服のライン「ポール・スミス ジュニア」発表
- 2011年 - ソウルに旗艦店オープン
- 2012年 - アムステルダム店オープン
- 2012年 - メルボルン店オープン
- 2012年 - 丸の内店にレディスフロアを増床しリニューアル
- 2013年 - 「ポール・スミス ジュニア」六本木ヒルズ店オープン
- 2013年 - 北京に旗艦店オープン
- 2013年 - ロンドン・コレクション：メンにロンドンラインのThe British Collectionが参加
- 2013年 - ロンドンのアルバマールストリートに旗艦店オープン

## ポール・スミスと日本
日本でのポール・スミスは伊藤忠商事がマスターライセンシーとなり、メンズウェアは伊藤忠商事の事業会社であるジョイックスコーポレーション、レディスウェアはオンワード樫山の二社を中心としたサブライセンシーによってライセンスブランドとして展開されている。海外ではメンズウェアはポール・スミスリミテッド、レディスウェアはオンワード樫山のイタリア現地法人ジボ・コー（Gibo' Co. spa ）が製造販売を行っている。
海外で販売されているメンズウェアはかつては主にイギリス製であったが、イギリスの既製服産業の衰退によって90年代以降は徐々にイタリア製のスーツなど重衣料に他国での製造が増え、イギリス、イタリア、ベルギー、ポルトガル、インド、中国などの製品が並存しており、日本からはRED EARのジーンズが輸出されていたが、2006年にはメインラインに日本製の重衣料が導入され、日本製のスーツなどが販売されている。現在ではイギリス製品は生地以外ではビスポーク（注文服）、ニットなど僅かな既製服、靴などに限られてきている。日本ではメンズウェアは主にイタリア製やイギリス製などの輸入生地や日本製の生地を用いて、日本で海外と同じデザインで日本向けのサイズ規格でスーツなど重衣料の製造を行っている。海外同様イギリス、イタリア、インド、中国、ベトナムなどの製品が並存している。それとは別にポール・スミス スペースなどの旗艦店では一部直輸入の海外向けのサイズ規格の製品も販売されている。レディスウェアはイタリア、中国、日本などの製品が並存。海外・日本ともに同一企業による製造販売のため双方の違いがメンズウェアよりも小さくなっている。
海外でのポール・スミスが主に路面店と高級専門店への卸を軸にラグジュアリー市場を想定したミドルエイジ中心の展開（近年のプレタポルテのラグジュアリー化などの影響もあり総じて日本よりも高価である。）であるのに対し、日本でのポール・スミスが主に百貨店のインショップ展開とフランチャイズ契約を軸とした、アッパーミドル層の中でも特に若年層を意識した展開であるなど、双方に隔たりがあるのは、海外との消費傾向の違いやデザイナーズブランドそのものに対する認識の違いもあるが、多店舗展開でオンシーズンのセールを行わずにスーツの販売価格を下げるなどのローカライズ展開を長年行ってきた伊藤忠商事によるブランディングの影響が大きい。なお、伊藤忠商事は2005年にポール・スミスグループホールディングスの株式を40％取得して経営に参画している。伝統的に繊維に強く、世界の一流生地メーカーにウールを提供するグループ企業をオーストラリアに所有するなど、ポール・スミスリミテッドの世界戦略上の重要なパートナーでもある。

### 店舗
直営店・FC・卸を含め世界70カ国以上に進出し、数多くの販売拠点を持つが、以下都内路面店のみの記載とする。
- ポール・スミス スペース　東京都渋谷区神宮前5-46-14
- ポール・スミス 丸の内店　東京都千代田区丸の内3-3-1 新東京ビル1F
- ポール・スミス コレクション 青山店　東京都港区南青山6-3-10 → 閉店
- ポール・スミス 渋谷店　東京都渋谷区神宮前6-18-13
- PS ポール・スミス キャットストリート店　東京都渋谷区神宮前5-17-5
- ポール・スミス ジーンズ 代官山店　東京都渋谷区猿楽町19-4 CUBE代官山B棟1F
- ポール バイ ポール・スミス 代官山店　東京都渋谷区猿楽町26-13